# Allodonta longivitta
Allodonta longivitta är en fjärilsart som beskrevs av M.Gaede 1930. Allodonta longivitta ingår i släktet Allodonta och familjen tandspinnare. Inga underarter finns listade i Catalogue of Life.